# Programa do Jô
Joseph Hello, né le 24 août 1996 à Kinshasa, est diplômé en Sciences politiques et administratives. Communicant et designer, il est fondateur et coordonnateur de la Fondation Au Secours.

## Historique
Joseph Hello, natif de la capitale congolaise, Kinshasa située au niveau du lac Pool Malebo, est licencié en Sciences politiques et administratifs de l’Université Pédagogique Nationale.